# 134. østlige længdekreds
Den 134. østlige længdekreds (eller 134 grader østlig længde) er en længdekreds, der ligger 134 grader øst for nulmeridianen. Den løber gennem Ishavet, Asien, Stillehavet, Australasien, det Indiske Ocean, det Sydlige Ishav og Antarktis.